# Trò chơi điện tử độc lập
Trò chơi điện tử độc lập (tiếng Anh: Independent video game, viết tắt: indie game, tiếng Việt: trò chơi độc lập) là trò chơi điện tử do những cá nhân hoặc nhóm phát triển trò chơi điện tử nhỏ tạo ra, mà không có sự hỗ trợ tài chính của các nhà phát hành trò chơi điện tử, trái ngược với hầu hết trò chơi "AAA" (triple-A). Tuy nhiên, thuật ngữ "độc lập" có thể áp dụng cho các trường hợp khác trong đó việc phát triển trò chơi có một số biện pháp độc lập với nhà xuất bản ngay cả khi nhà xuất bản trợ giúp bằng cách tài trợ và phân phối trò chơi, chẳng hạn như quyền tự do sáng tạo. Do tính độc lập và tự do phát triển, trò chơi độc lập thường tập trung vào đổi mới, lối chơi thử nghiệm và chấp nhận rủi ro, vốn thường không có trong game AAA và có thể khám phá phương tiện để tạo ra trải nghiệm độc đáo trong trò chơi nghệ thuật. Trò chơi độc lập có xu hướng được bán thông qua các kênh phân phối kỹ thuật số hơn là bán lẻ, do thiếu sự hỗ trợ của nhà phát hành. Thuật ngữ này đồng nghĩa với từ âm nhạc độc lập hoặc phim độc lập trong các phương tiện tương ứng đó.
Sự phát triển trò chơi độc lập bắt nguồn từ những khái niệm tương tự về lập trình nghiệp dư và theo sở thích, phát triển cùng với sự ra đời của máy tính cá nhân và ngôn ngữ máy tính BASIC trong thập niên 1970 và 1980. Những người được gọi là "lập trình viên phòng ngủ", đặc biệt là ở Vương quốc Anh và các khu vực khác ở Châu Âu, đã tạo ra các trò chơi của riêng họ và sử dụng dịch vụ đặt hàng qua thư để phân phối sản phẩm, sau đó chuyển sang các phương pháp phân phối phần mềm khác với sự ra đời của Internet vào thập niên 1990 chẳng hạn như phần mềm chia sẻ và các phương thức phân phối chia sẻ tệp khác, mặc dù vào thời điểm này, mối quan tâm đến lập trình theo sở thích đã giảm dần do chi phí phát triển, cũng như sự cạnh tranh ngày càng tăng từ các nhà phát hành trò chơi điện tử và máy chơi trò chơi điện tử tại gia.
Sự hiện đại hóa trong bối cảnh trò chơi độc lập là kết quả của việc kết hợp từ nhiều yếu tố vào đầu thập niên 2000, bao gồm các khái niệm kỹ thuật, kinh tế và xã hội khiến cho trò chơi độc lập ít tốn kém hơn để sản xuất và phân phối, nhưng biểu thị nhiều hơn với lượng khán giả lớn hơn và đem lại lối chơi phi truyền thống từ các trò chơi chính thống hiện nay. Một số trò chơi độc lập vào thời điểm đó đã trở thành câu chuyện thành công, thu hút nhiều sự quan tâm hơn đến lĩnh vực này. Kể từ đó, các cơ hội trong ngành mới xuất hiện, bao gồm các cửa hàng kỹ thuật số mới, huy động vốn từ cộng đồng và các cơ chế tài trợ độc lập khác để giúp các nhóm mới bắt đầu trò chơi của họ, chi phí thấp và các công cụ phát triển mã nguồn mở có sẵn cho các nhóm nhỏ trên tất cả các nền tảng trò chơi, các nhà xuất bản trò chơi độc lập để lại quyền tự do sáng tạo cho các nhà phát triển và sự công nhận của ngành đối với các trò chơi độc lập cùng với các trò chơi chính thống tại các sự kiện trao giải trò chơi lớn.
Khoảng năm 2015, ngày càng có nhiều trò chơi độc lập được xuất bản, dẫn đến lo ngại về một "ngày tận thế", ám chỉ việc cung cấp quá mức các trò chơi sẽ khiến toàn bộ thị trường không có lãi. Mặc dù thị trường không sụp đổ, khả năng khám phá vẫn là một vấn đề đối với hầu hết các nhà phát triển độc lập, với nhiều trò chơi không sinh lời về mặt tài chính. Ví dụ về các trò chơi độc lập thành công bao gồm loạt Touhou Project, Cave Story, Braid, Super Meat Boy, Minecraft, Fez, Shovel Knight, Undertale, và Cuphead.

## Định nghĩa
Bản thân thuật ngữ "trò chơi độc lập" dựa trên các thuật ngữ tương tự như phim độc lập và âm nhạc độc lập, trong đó khái niệm này thường liên quan đến việc tự xuất bản và độc lập với các hãng phim hoặc nhà phân phối lớn. Tuy nhiên, cũng như với cả phim độc lập và âm nhạc, không có định nghĩa chính xác và được chấp nhận rộng rãi về những gì tạo nên một "trò chơi độc lập" ngoài việc nằm ngoài giới hạn của phát triển trò chơi điện tử triple-A bởi các nhà xuất bản lớn và các xưởng phát triển. Một định nghĩa đơn giản, được Laura Parker mô tả cho GameSpot, nói rằng "phát triển trò chơi điện tử độc lập là hoạt động kinh doanh tạo ra trò chơi mà không có sự hỗ trợ của nhà xuất bản", nhưng điều này không bao gồm tất cả các tình huống. Dan Pearce của IGN tuyên bố sự đồng thuận duy nhất cho những gì cấu thành một trò chơi độc lập là đánh giá kiểu "có thấy thì mới hiểu được", vì không có định nghĩa duy nhất nào có thể nắm bắt được trò chơi nào chính thức được coi là độc lập.
Các trò chơi độc lập nhìn chung đều có những đặc điểm chung nhất định. Một phương pháp để xác định một trò chơi độc lập là bản chất của sự độc lập, có thể là:
- Độc lập về tài chính: Trong những tình huống như vậy, các nhà phát triển đã tự trả tiền cho việc phát triển và/hoặc xuất bản trò chơi hoặc từ các nguồn tài trợ khác như tài trợ cộng đồng, và cụ thể là không có sự hỗ trợ tài chính của một nhà xuất bản lớn.
- Độc lập về tư tưởng: Trong trường hợp này, các nhà phát triển đã tạo ra trò chơi của họ mà không có bất kỳ sự giám sát hoặc ảnh hưởng định hướng nào của bên thứ ba, chẳng hạn như nhà xuất bản.

Một phương tiện khác để đánh giá một trò chơi là độc lập là kiểm tra nhóm phát triển của nó, với các trò chơi độc lập được phát triển bởi các cá nhân, nhóm nhỏ hoặc công ty độc lập nhỏ thường được thành lập riêng biệt để phát triển một trò chơi cụ thể. Thông thường, các trò chơi độc lập nhỏ hơn so với các tựa game chính thống. Các nhà phát triển trò chơi độc lập thường không được nhà phát hành trò chơi điện tử hỗ trợ về mặt tài chính, những người không thích rủi ro và thích "trò chơi kinh phí lớn". Thay vào đó, các nhà phát triển trò chơi độc lập thường có ngân sách nhỏ hơn, tìm nguồn từ quỹ cá nhân hoặc thông qua huy động vốn cộng đồng. Là độc lập, các nhà phát triển không có quyền lợi kiểm soát hoặc giới hạn sáng tạo, và không yêu cầu sự chấp thuận của nhà xuất bản, như các nhà phát triển trò chơi chính thống thường làm. Do đó, các quyết định thiết kế cũng không bị giới hạn bởi ngân sách được phân bổ. Hơn nữa, quy mô nhóm nhỏ hơn làm tăng sự tham gia của từng cá nhân.
Tuy nhiên, quan điểm này không phải là toàn diện, vì có rất nhiều trường hợp trò chơi mà việc phát triển không độc lập với một nhà phát hành lớn nhưng vẫn được coi là độc lập. Một số trường hợp đáng chú ý của trò chơi bao gồm:
- Journey do thatgamecompany tạo ra, nhưng có sự hỗ trợ tài chính của Sony cũng như hỗ trợ xuất bản. Kellee Santiago của thatgamecompany tin rằng họ là một xưởng độc lập vì họ có thể đổi mới trò chơi mà không cần sự tham gia của Sony.[1]
- Bastion, tương tự, do Supergiant Games phát triển, nhưng Warner Bros. Entertainment phát hành, chủ yếu để tránh những khó khăn với quy trình chứng nhận trên Xbox Live.[17] Greg Kasavin của Supergiant ghi chú rằng họ coi như xưởng của họ là độc lập vì không có công ty mẹ nào.[1][18]
- The Witness do Jonathan Blow và xưởng của ông là Thekla, Inc phát triển. Mặc dù tự tài trợ và xuất bản, việc phát triển trò chơi tiêu tốn khoảng 6 triệu đô la và được định giá 40 đô la, trái ngược với hầu hết các trò chơi độc lập thường có giá lên đến 20 đô la. Blow tin rằng loại trò chơi này đại diện cho điều gì đó giữa xuất bản độc lập và AAA.[19]
- No Man's Sky do Hello Games phát triển, mặc dù với sự hỗ trợ xuất bản nhưng phi tài chính từ Sony; trò chơi được phát hành có giá tương đương với một tựa game AAA thông thường. Sean Murray của Hello Games tin rằng vì họ vẫn là một đội nhỏ và trò chơi mang tính thử nghiệm cao nên họ tự coi là độc lập.[20]

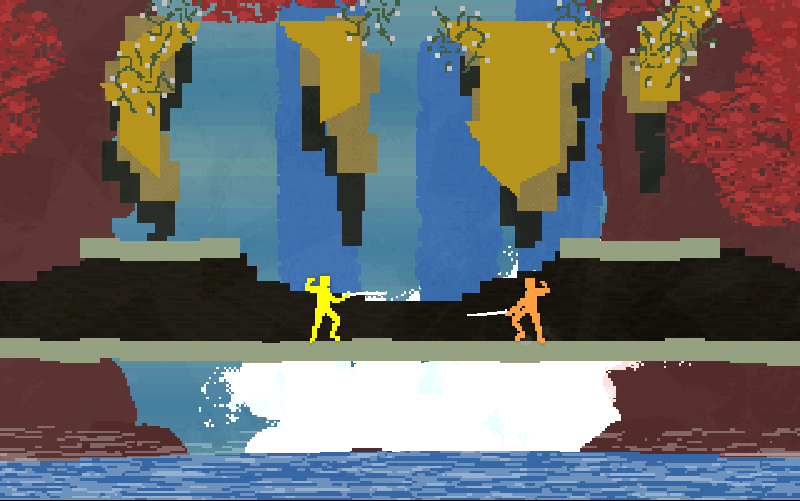
Nidhogg là một ví dụ về trò chơi độc lập dựa trên phong cách những năm 1980 dựa trên pixel cổ điển để trình bày

Tuy nhiên, một góc độ khác để đánh giá một trò chơi là độc lập là từ sự đổi mới, sáng tạo và thử nghiệm nghệ thuật của nó, những yếu tố được hỗ trợ bởi các nhóm nhỏ miễn phí giám sát tài chính và sáng tạo. Định nghĩa này phản ánh một "tinh thần độc lập" hoàn toàn đối lập với văn hóa doanh nghiệp của sự phát triển AAA và làm cho một trò chơi "độc lập", trong đó các yếu tố độc lập về tài chính và sáng tạo làm cho một trò chơi "độc lập". Các nhà phát triển có khả năng tạo đồ họa hạn chế có thể dựa vào đổi mới lối chơi. Điều này thường dẫn đến các trò chơi độc lập có phong cách cổ điển của 8-bit và16-bit, với đồ họa đơn giản hơn trên cùng cơ chế phức tạp hơn. Trò chơi độc lập có thể rơi vào thể loại trò chơi cổ điển, nhưng có những cải tiến mới về lối chơi. Tuy nhiên, là "độc lập" không có nghĩa là trò chơi tập trung vào sự đổi mới. Trên thực tế, nhiều trò chơi gắn mác "độc lập" có thể có chất lượng kém và không thể kiếm được lợi nhuận.
Jesper Juul, một phó giáo sư tại Học viện Mỹ thuật Hoàng gia Đan Mạch nghiên cứu thị trường trò chơi điện tử, đã viết trong cuốn Handmade Pixels rằng định nghĩa của một trò chơi độc lập là mơ hồ và phụ thuộc vào các cân nhắc chủ quan khác nhau. Juul đã phân loại ba cách trò chơi có thể được coi là độc lập: những trò chơi độc lập về tài chính với các nhà xuất bản lớn, những trò chơi độc lập về mặt thẩm mỹ và khác biệt đáng kể với phong cách hình ảnh và nghệ thuật chính được sử dụng trong trò chơi AAA và những trò chơi thể hiện ý tưởng văn hóa độc lập với dòng chính. Tuy nhiên, Juul đã viết rằng cuối cùng việc gắn nhãn trò chơi là "độc lập" vẫn có thể mang tính chủ quan cao và không có quy tắc duy nhất nào giúp phân biệt trò chơi độc lập với trò chơi không phải trò chơi độc lập.
Các trò chơi không lớn như hầu hết các trò chơi triple-A, nhưng được phát triển bởi các xưởng độc lập lớn hơn, có hoặc không có sự hậu thuẫn của nhà xuất bản và có thể áp dụng các nguyên tắc thiết kế triple-A và đánh bóng do kinh nghiệm của nhóm, đôi khi được gọi là trò chơi "triple -I", phản ánh trung gian giữa những thái cực này. Hellblade: Senua's Sacrifice của Ninja Theory được coi là một ví dụ điển hình của trò chơi ba chữ I. Một điểm khác biệt nữa so với các trò chơi độc lập là những trò chơi được coi là double-A ("AA"), có xu hướng dành cho các xưởng cỡ trung bình đến lớn, từ hơn 50 đến 100 thành viên nhóm và thường được liên kết với các trò chơi độc lập, hoạt động theo các phương pháp tương tự với tư cách là các xưởng triple-A nhưng vẫn giữ quyền kiểm soát sáng tạo đối với các sản phẩm của họ từ một nhà xuất bản.
Trò chơi độc lập khác với trò chơi mã nguồn mở. Sau đó là các trò chơi được phát triển với mục đích phát hành mã nguồn và các nội dung khác theogiấy phép nguồn mở. Mặc dù nhiều nguyên tắc tương tự được sử dụng để phát triển trò chơi mã nguồn mở cũng giống như đối với trò chơi độc lập, nhưng trò chơi mã nguồn mở không được phát triển vì mục đích thương mại và thay vào đó là mục đích theo đuổi sở thích của người chơi. Tuy nhiên, doanh số thương mại không phải là yêu cầu đối với trò chơi độc lập và những trò chơi đó có thể được cung cấp dưới dạng phần mềm miễn phí, đáng chú ý nhất là Spelunky với bản phát hành ban đầu và Dwarf Fortress, ngoại trừ phiên bản trực quan nâng cao front-end đã được lên kế hoạch, thì phiên bản nền vẫn miễn phí.

## Lịch sử
Rất khó để theo dõi sự khởi đầu của sự phát triển trò chơi độc lập do nghĩa rộng của những gì định nghĩa nên một trò chơi độc lập và thuật ngữ này không thực sự được sử dụng cho đến đầu thập niên 2000. Cho đến thập niên đó, các thuật ngữ khác như phần mềm hoặc trò chơi nghiệp dư, người đam mê và sở thích đã được sử dụng để mô tả phần mềm. Ngày nay, các thuật ngữ như phát triển nghiệp dư và theo sở thích phản ánh nhiều hơn những thuật ngữ tạo ra bản mod cho các trò chơi hiện có, hoặc làm việc với các công nghệ hoặc phần trò chơi cụ thể hơn là phát triển các trò chơi đầy đủ. Những người có sở thích như vậy thường sản xuất các sản phẩm phi thương mại và có thể bao gồm cả những người mới làm quen đến những người lâu năm trong ngành.

### BASIC và lập trình phòng ngủ (thập niên 1970 - 1980)
Có một số tranh luận về việc liệu sự phát triển trò chơi độc lập có bắt đầu trước PC với các trò chơi được phát triển cho máy tính lớn tại các trường đại học và các tổ chức lớn khác hay không. Các trò chơi như Spacewar! năm 1963 không được tài trợ thương mại và chỉ bởi một nhóm nhỏ thực hiện, nhưng thiếu lĩnh vực thương mại của ngành công nghiệp trò chơi điện tử vào thời điểm đó để tách biệt với các tác phẩm độc lập. Tuy nhiên, một trong những ví dụ sớm nhất được biết đến về các trò chơi được phát triển theo hợp đồng cho các hệ máy này là của Joyce Weisbecker, bà tự coi mình là nhà thiết kế độc lập đầu tiên, vì bà đã tạo ra một số trò chơi cho RCA Studio II vào năm 1976 với tư cách là một nhà thầu độc lập cho RCA.

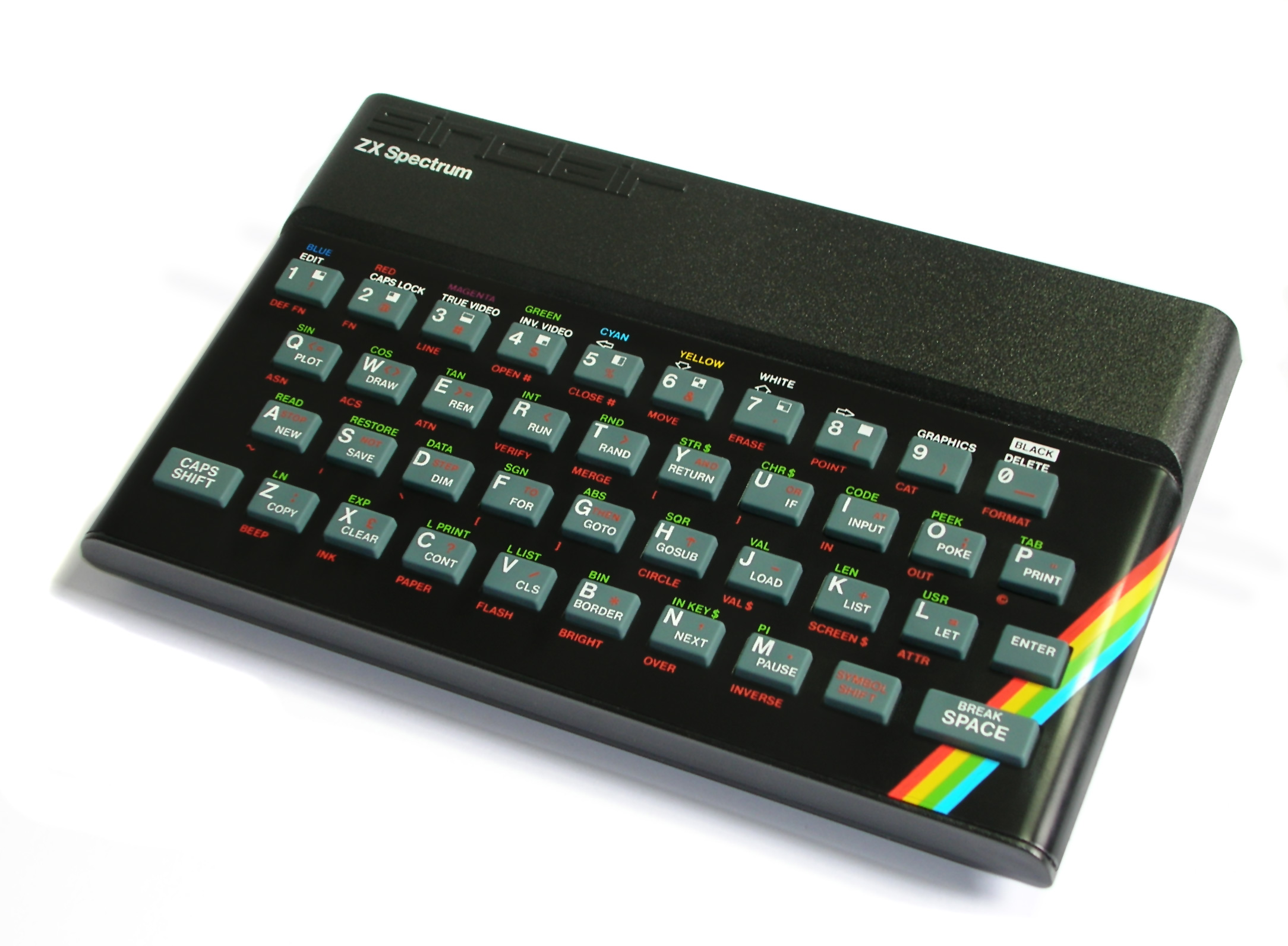
ZX Spectrum rất phổ biến trong giới lập trình viên có cùng sở thích và đã giúp khởi động ngành công nghiệp trò chơi điện tử vào những năm 1980.

Trong thời kỳ này, có ý tưởng rằng các trò chơi độc lập có thể cung cấp các khái niệm trò chơi thử nghiệm hoặc thể hiện sự hấp dẫnarthouse thích hợp đã được thiết lập. Nhiều trò chơi từ những lập trình viên phòng ngủ của Vương quốc Anh, chẳng hạn như Manic Miner (1983), đã kết hợp sự kỳ quặc của hài hước kiểu Anh và biến chúng thành những trò chơi mang tính thử nghiệm cao. Những trò chơi khác như Alien Garden (1982) cũng đem lại lối chơi mang tính thử nghiệm cao. Infocom đã tự quảng cáo các trò chơi viễn tưởng tương tác dựa trên văn bản bằng cách tránh dùng đồ họa thay cho trí tưởng tượng của người chơi, vào thời điểm mà các trò chơi hành động nặng về đồ họa đã trở nên phổ biến.

### Những lo sợ về độ bão hòa và khả năng khám phá (2015 - nay)
Đầu năm 2015, dấy lên lo ngại rằng sự gia tăng của các công cụ dễ sử dụng để tạo và phân phối trò chơi điện tử có thể dẫn đến tình trạng cung vượt quá cầu về trò chơi điện tử, điều này được gọi là "ngày tận thế". Nhận thức về một ngày tận thế này không đồng nhất; Jeff Vogel đã tuyên bố trong một bài nói chuyện tạiGDC 2016 rằng bất kỳ cuộc suy thoái nào cũng chỉ là một phần của chu kỳ kinh doanh tiêu chuẩn. Quy mô của thị trường trò chơi độc lập được ước tính vào tháng 3 năm 2016 là ít nhất 1 tỷ đô la mỗi năm chỉ cho những trò chơi được cung cấp thông qua Steam. Mike Wilson, Graeme Struthers và Harry Miller, những người đồng sáng lập của nhà phát hành độc lập Devolver Digital trong tuyên bố vào tháng 4 năm 2016 rằng thị trường trò chơi độc lập đang cạnh tranh hơn bao giờ hết nhưng vẫn tiếp tục hoạt động lành mạnh và không có dấu hiệu chùn bước. Gamasutra cho biết vào cuối năm 2016, trong khi thị trường trò chơi độc lập chưa xảy ra sự sụp đổ thảm khốc nào, đã có những dấu hiệu cho thấy sự tăng trưởng của thị trường đã chậm lại đáng kể và nó đã bước vào giai đoạn "hậu tận thế" với tư cách là doanh nghiệp. Các mô hình liên quan đến trò chơi độc lập điều chỉnh theo các điều kiện thị trường mới này.

### Các khu vực khác
Các trò chơi độc lập thường gắn liền với các khu vực phương Tây, cụ thể là với các khu vực Bắc Mỹ, Châu Âu và Châu Đại Dương. Tuy nhiên, các quốc gia khác cũng có sự mở rộng tương tự của trò chơi độc lập nhằm giao thoa với ngành công nghiệp toàn cầu.

#### Phần mềmdoujincủa Nhật Bản
Ở Nhật Bản, cộng đồng phần mềm doujin thường được coi là một hoạt động của những người có sở thích riêng trong suốt những năm 2010. Máy tính và lập trình phòng ngủ cũng phát triển tương tự vào cuối những năm 1970 và đầu những năm 1980, nhưng thị trường máy tính nhanh chóng bị lấn át bởi bảng điều khiển. Tuy nhiên, các lập trình viên có sở thích vẫn tiếp tục phát triển trò chơi. Một lĩnh vực mà Nhật Bản tập trung vào là bộ công cụ phát triển trò chơi, phần mềm chuyên dụng cho phép người dùng tạo trò chơi của riêng họ. Một dòng chính trong số này do ASCII Corporation sản xuất, công ty đã xuất bản ASCII, một tạp chí lập trình dành cho người dùng, nơi có thể chia sẻ chương trình của họ. Theo thời gian, ASCII nhận thấy cơ hội xuất bản các bộ công cụ phát triển trò chơi, và đến năm 1992, họ đã phát hành phiên bản thương mại đầu tiên của phần mềm RPG Maker. Mặc dù phần mềm gây tốn kém chi phí, nhưng người dùng có thể phát hành các trò chơi đã hoàn chỉnh dưới dạng phần mềm miễn phí hoặc sản phẩm thương mại, tạo ra tiềm năng cho thị trường trò chơi độc lập thương mại vào đầu những năm 2000, phù hợp với sự phổ biến của trò chơi độc lập ở phương Tây.

## Phát triển
Nhiều khái niệm cơ bản đằng sau việc phát triển trò chơi điện tử cho các tựa game chính thống đều có thể áp dụng cho việc phát triển trò chơi độc lập, đặc biệt là xung quanh khía cạnh phát triển phần mềm. Sự khác biệt chính nằm ở cách phát triển trò chơi giữa việc có mối quan hệ với nhà phát hành hoặc thiếu họ.

### Nhóm phát triển

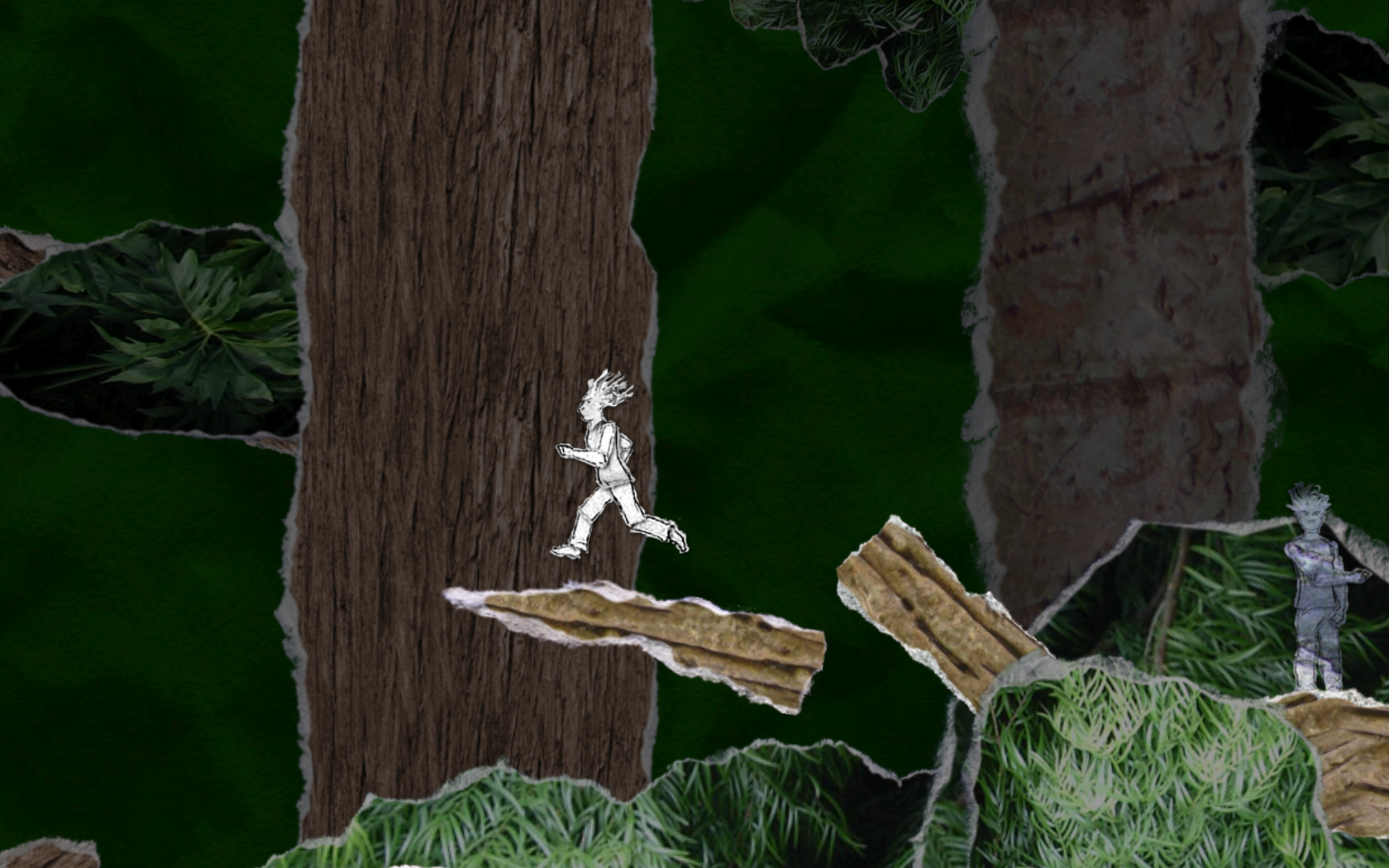
And Yet It Moves là một ví dụ về trò chơi do sinh viên phát triển được mở rộng thành tựa game thương mại sau lễ tốt nghiệp của nhóm.

Không có quy mô chắc chắn về mức độ lớn của một xưởng phát triển trò chơi độc lập. Một số trò chơi độc lập thành công, chẳng hạn như loạt Touhou Project, Axiom Verge, Cave Story, Papers, Please, và Spelunky, tất cả đều do một người duy nhất phát triển, mặc dù thường có sự hỗ trợ của các nghệ sĩ và nhạc sĩ cho những tác phẩm đó. Phổ biến hơn là các nhóm nhà phát triển nhỏ, từ hai đến vài chục, với sự hỗ trợ thêm từ các nghệ sĩ bên ngoài. Mặc dù các nhóm phát triển có thể lớn hơn, nhưng chi phí vận hành xưởng sẽ cao hơn, điều này có thể gặp rủi ro nếu trò chơi không bán chạy.
Thông thường, một xưởng trò chơi indie mới bắt đầu sẽ chủ yếu là các lập trình viên và nhà phát triển. Nội dung nghệ thuật bao gồm tác phẩm và âm nhạc có thể được thuê ngoài cho các nghệ sĩ và nhà soạn nhạc.

### Công cụ phát triển
Để phát triển trò chơi máy tính cá nhân, trò chơi độc lập thường dựa vào game engine, middleware và bộ phát triển game hiện có để xây dựng tiêu đề của chúng, nhưng thiếu tài nguyên để xây dựng công cụ tùy chỉnh. Công cụ trò chơi phổ biến bao gồm Unreal Engine và Unity, nhưng cũng có rất nhiều công cụ khác. Các xưởng nhỏ không dự đoán được mức doanh thu lớn thường giảm giá cho các công cụ trò chơi chính thống và phần mềm trung gian. Những sản phẩm này có thể được cung cấp miễn phí hoặc chiết khấu tiền bản quyền đáng kể chỉ tăng nếu doanh số của chúng vượt quá một số con số nhất định. Các nhà phát triển cũng có thể sử dụng các thư viện phần mềm nguồn mở và homebrew miễn phí nhưng có thể thiếu các tính năng nâng cao về mặt kỹ thuật so với các công cụ thương mại tương đương.

### Nhà phát hành
Trong khi hầu hết các trò chơi độc lập thiếu nhà sản xuất với vai trò tương tự như nhà phát triển, một số nhà sản xuất hướng tới trò chơi độc lập đã được thành lập từ năm 2010, hay còn được gọi là nhà xuất bản trò chơi sáng tạo; bao gồm Raw Fury, Devolver Digital, Annapurna Interactive, Finji và Adult Swim Games. Cũng có một số nhà phát triển đã tự phát triển tới mức đủ lớn để hỗ trợ sản xuất cho các nhà phát triển nhỏ hơn, chẳng hạn như Chucklefish, Coffee Stain Studios và Team17. Các nhà sản xuất này có kinh nghiệm tự sản xuất trò chơi độc lập, thường sẽ cung cấp hỗ trợ tài chính và tiếp thị cần thiết nhưng có rất ít hoặc không có quyền kiểm soát sáng tạo đối với sản phẩm của nhà phát triển để duy trì bản chất "độc lập" của trò chơi. Trong một số trường hợp, nhà xuất bản có thể lựa chọn nhiều hơn loại trò chơi mà họ hỗ trợ; Annapurna Interactive tìm kiếm các trò chơi "cá nhân, cảm xúc và nguyên bản".

### Tài trợ
Việc thiếu nhà phát hành đòi hỏi một nhà phát triển trò chơi độc lập phải tự tìm nguồn tài trợ cho trò chơi. Các hãng game hiện tại có thể dựa vào các khoản tiền trước đây và doanh thu sắp tới, nhưng các hãng mới có thể cần sử dụng quỹ cá nhân của riêng họ (nạp mồi, tiếng anh: "bootstrapping"), các khoản vay cá nhân, ngân hàng, các khoản đầu tư để trang trải chi phí phát triển, hoặc xây dựng sự hỗ trợ từ cộng đồng trong quá trình phát triển.

### Phân phối
Trước khi phân phối kỹ thuật số, các lập trình viên dành thời gian cho sở thích riêng thường dựa vào đặt hàng qua thư để phân phối sản phẩm của họ. Họ sẽ đặt quảng cáo trên các tờ báo địa phương hoặc tạp chí máy tính dành cho sở thích, chẳng hạn như Creative Computing và Byte, sau khi nhận được khoản thanh toán, họ sẽ thực hiện các đơn đặt hàng bằng tay, sau đó sao chép trò chơi sang băng cassette, đĩa mềm hoặc CD-ROM cùng với tài liệu hướng dẫn. Những người khác sẽ cung cấp bản sao cho cửa hàng máy tính địa phương để bán. Ở Vương quốc Anh, nơi trò chơi máy tính cá nhân phát triển vào đầu thập niên 1980, một thị trường mới nổi dành cho các nhà phân phối trò chơi với việc xử lý, sao chép và phân phối trò chơi cho các lập trình viên có sở thích này. Tại Nhật Bản, các quy ước về doujinshi như Comiket, hội nghị dành cho những người hâm mộ lớn nhất thế giới, đã cho phép các nhà phát triển độc lập bán và quảng bá các sản phẩm thực của họ kể từ khi thành lập vào năm 1975, cho phép các loạt trò chơi như Touhou Project và Fate phổ biến rộng rãi và thống trị đại hội suốt nhiều năm.
Xu hướng gần đây là một số bản game độc lập lại phổ biến hơn là bản phát hành vật lý hạn chế, điển hình là các phiên bản trên máy chơi trò chơi điện tử tại gia. Nhà phân phối Limited Run Games được thành lập để sản xuất số lượng trò chơi giới hạn, hầu hết các tựa game độc lập thành công, nổi tiếng và có lượng người theo dõi đã được kiểm chứng sẽ có mặt trên phiên bản vật lý. Các phiên bản này thường được sản xuất dưới dạng phiên bản đặc biệt với các sản phẩm vật lý bổ sung như sách tranh ảnh, hình dán và các vật phẩm nhỏ khác trong hộp trò chơi. Các nhà phân phối tương tự khác gồm có Super Rare Games, Special Reserve Games, và Strictly Limited Games.
Đa phần với các trường hợp phân phối kỹ thuật số, nền tảng phân phối sẽ cắt giảm doanh thu của mỗi lần bán hàng với phần còn lại của đợt bán hàng sẽ được chuyển cho nhà phát triển, như là một phương tiện để thanh toán chi phí duy trì mặt bằng chung của cửa hàng kỹ thuật số.

## Ngành công nghiệp
Hầu hết các trò chơi độc lập không tạo ra lợi nhuận đáng kể và chỉ một số ít tạo ra lợi nhuận lớn.  Thay vào đó, các trò chơi độc lập thường được xem như một bước đệm cho sự nghiệp hơn là một cơ hội thương mại. Hiệu ứng Dunning–Kruger đã được chứng minh là có thể áp dụng cho các trò chơi độc lập: một số người có ít kinh nghiệm có thể phát triển các trò chơi thành công ngay từ ban đầu, nhưng hầu hết, phải mất tới mười năm kinh nghiệm trong ngành trước để một người bình thường có thể bắt đầu tạo ra các trò chơi thành công về mặt tài chính. Vì lý do đó, hầu hết những người trong ngành cảnh báo rằng không nên coi trò chơi độc lập là một sự nghiệp đáng mừng về mặt tài chính.
Sự công nhận của ngành công nghiệp trò chơi điện tử đối với trò chơi độc lập thông qua các giải thưởng đã phát triển đáng kể qua từng năm. Lễ hội trò chơi độc lập (tiếng Anh: Independent Games Festival) thành lập năm 1998 để công nhận những trò chơi độc lập hay nhất và kể từ sự kiện đầu tiên vào năm 1999 đã được tổ chức cùng với Hội nghị các nhà phát triển trò chơi (tiếng Anh: Game Developers Conference) trong phần đầu tiên của mỗi năm cùng với Giải thưởng do nhà phát triển trò chơi bình chọn (tiếng Anh: Game Developers Choice Awards, viết tắt là GDCA). Tuy nhiên, đến tận năm 2010, khi các trò chơi độc lập được coi là có thể cạnh tranh tương đương với các giải thưởng trò chơi lớn, với việc GDCA năm 2010 công nhận các trò chơi như Limbo, Minecraft, và Super Meat Boy nằm trong số các tựa game AAA. Kể từ đó, game độc lập thường xuyên được đề cử giải thưởng cùng với game AAA trong các sự kiện trao giải lớn như GDCA, D.I.C.E. và BAFTA. Các trò chơi độc lập như What Remains of Edith Finch, Outer Wilds, Untitled Goose Game, Hades, và Inscryption đều nhận giải thưởng Trò chơi của năm.

## Cộng đồng

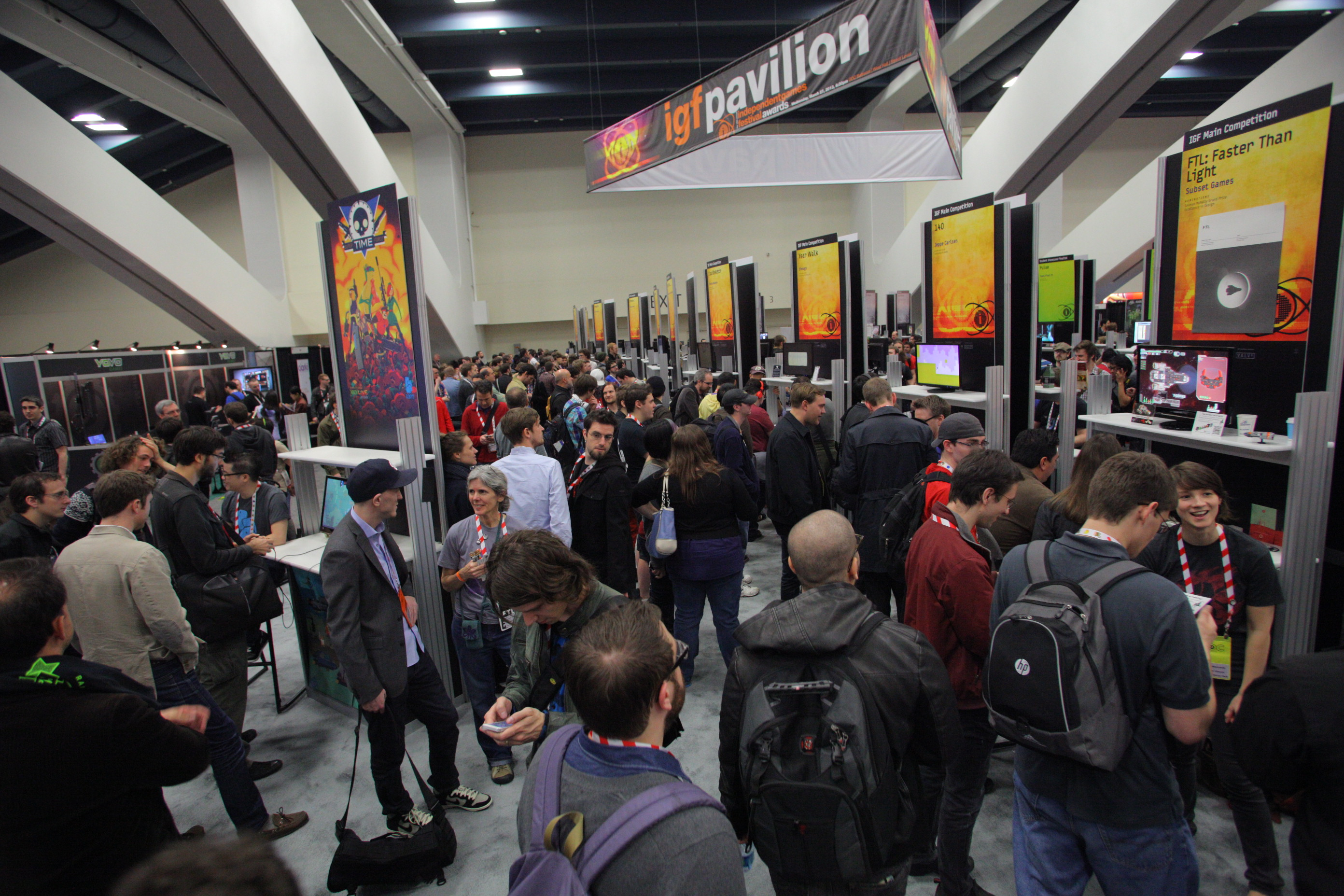
Lễ hội trò chơi độc lập trong Hội nghị các nhà phát triển trò chơi năm 2013 ở San Francisco, California, nơi các nhà phát triển độc lập có thể giới thiệu trò chơi của họ cho những người tham dự

Các nhà phát triển độc lập thường được coi là một cộng đồng có tính hợp tác cao với các nhóm phát triển chia sẻ kiến thức với nhau, cung cấp thử nghiệm, hỗ trợ kỹ thuật và phản hồi, vì nhìn chung các nhà phát triển độc lập không phải cạnh tranh trực tiếp với nhau khi họ đã đạt được tài trợ cho dự án của mình. Các nhà phát triển độc lập cũng có xu hướng cởi mở với cộng đồng người chơi hơn, sử dụng thử nghiệm beta và quyền truy cập sớm để nhận phản hồi, đồng thời thu hút người dùng thường xuyên thông qua các trang cửa hàng và các kênh liên lạc, chẳng hạn như Discord.
Game jam, bao gồm Ludum Dare, Indie Game Jam, Nordic Game Jam, và Global Game Jam, thường là các cuộc thi hàng năm, trong đó các nhà phát triển trò chơi sẽ đưa ra chủ đề, khái niệm và/hoặc các yêu cầu cụ thể cũng như có một khoảng thời gian giới hạn, theo thứ tự vài ngày, để đưa ra một nguyên mẫu trò chơi gửi cho ban giám khảo xem xét và bỏ phiếu, với khả năng giành được các giải thưởng tiền mặt nhỏ. Các công ty cũng có thể sử dụng các trò chơi nội bộ để giảm bớt căng thẳng, điều này có thể tạo ra ý tưởng cho các trò chơi trong tương lai, điển hình là trường hợp của Double Fine và Amnesia Fortnights. Cấu trúc của những cú hích như vậy có thể ảnh hưởng đến việc liệu khi trò chơi kết thúc thì nó mang tính thử nghiệm hơn hay nghiêm túc hơn và liệu chúng có vui tươi hơn hay biểu cảm hơn không. Trong khi nhiều nguyên mẫu trò chơi bị kẹt, không thể đi xa hơn, thì một số nhà phát triển sau đó đã mở rộng nguyên mẫu thành bản phát hành đầy đủ thành các trò chơi độc lập thành công, chẳng hạn như Superhot, Super Time Force, Gods Will Be Watching, Surgeon Simulator, và Goat Simulator.

## Tác động và mức độ phổ biến
Trò chơi độc lập được công nhận vì đã giúp tạo ra hoặc hồi sinh thể loại trò chơi điện tử, mang lại những ý tưởng mới cho các khái niệm trò chơi trì trệ hoặc tạo ra những trải nghiệm hoàn toàn mới. Sự mở rộng của roguelike từ ASCII, các trò chơi hack-and-slash dựa trên ô xếp thành nhiều loại được gọi là "rogue-lites" duy trì thủ tục và các tính năng cố định như chết vĩnh viễn được triển khai trực tiếp từ trò chơi indie Strange Adventures in Infinite Space (2002) và phần tiếp theo của nó là Weird Worlds: Return to Infinite Space (2005), Spelunky (2008), The Binding of Isaac (2011), FTL: Faster Than Light (2012) và Rogue Legacy (2012). Metroidvania đã hồi sinh sau khi phát hành Cave Story (2004) và Shadow Complex (2009). Trò chơi nghệ thuật thu hút được sự chú ý thông qua các nhà phát triển độc lập với các tựa game độc lập ban đầu như Samorost (2003) và The Endless Forest (2005).
Bảng sau đây liệt kê các trò chơi độc lập đã báo cáo tổng doanh số hơn 1 triệu bản, dựa trên số liệu bán hàng được báo cáo gần đây nhất. Kết quả này loại trừ các bản sao đã tải xuống cho các trò chơi đã chuyển sang mô hình free-to-play chẳng hạn như Rocket League hoặc các bản sao sau khi được một nhà xuất bản lớn hơn mua lại và không còn được coi là độc lập, chẳng hạn như Minecraft.
| Trò chơi                           | - Doanh thu - (triệu) | Phát hành | Phát triển                    | Phát hành                                               | Ghi chú |
| ---------------------------------- | --------------------- | --------- | ----------------------------- | ------------------------------------------------------- | --- |
| Braid                              | 6                     | 2008      | Number None                   | Microsoft Game Studios                                  | Tính đến 2015 |
| Minecraft                          | 60                    | 2011      | Mojang                        | Mojang                                                  | Tính đến tháng 10 năm 2014 tại thời điểm Microsoft mua lại Mojang. Minecraft kể từ đó đã bán được hơn 200 triệu bản vào tháng 5 năm 2020.                                                                                                |
| Terraria                           | 44.5                  | 2011      | Re-Logic                      | Re-Logic, 505 Games                                     | Tính đến tháng 5 năm 2022 |
| Human: Fall Flat                   | 30                    | 2016      | No Brakes Games               | Curve Digital                                           | Tính đến tháng 7 năm 2021 |
| Castle Crashers                    | 20                    | 2008      | The Behemoth                  | The Behemoth                                            | Tính đến tháng 8 năm 2019 |
| Garry's Mod                        | 20                    | 2006      | Facepunch Studios             | Valve                                                   | Tính đến tháng 9 năm 2021 |
| Stardew Valley                     | 20                    | 2016      | ConcernedApe                  | ConcernedApe, Chucklefish                               | Tính đến tháng May 2022 |
| Fall Guys                          | 11                    | 2020      | Mediatonic                    | Devolver Digital                                        | Kể từ tháng 12 năm 2020. Chỉ bao gồm bán hàng trên máy tính cá nhân chứ không phải bảng điều khiển, và trước khi được Epic Games mua lại và chuyển đổi trò chơi thành tựa game miễn phí vào tháng 6 năm 2022.                            |
| Rocket League                      | 10.5                  | 2015      | Psyonix                       | Psyonix                                                 | Tính đến tháng 4 năm 2017, và không bao gồm các bản sao miễn phí được cung cấp như một phần của chương trình khuyến mãi PlayStation Plus sớm. Vào năm 2019, Epic Games đã mua lại Psyonix và trò chơi chuyển sang free to play năm 2020. |
| Valheim                            | 10                    | 2021      | Iron Gate Studios             | Coffee Stain Publishing                                 | Tính đến tháng April 2022, vẫn trong quyền truy cập sớm |
| Rust                               | 9                     | 2018      | Facepunch Studios             | Facepunch Studios                                       | Tính đến tháng 12 năm 2019 |
| Cuphead                            | 6                     | 2017      | Studio MDHR                   | Studio MDHR                                             | Tính đến tháng 7 năm 2020 |
| Subnautica                         | 5.2                   | 2018      | Unknown Worlds Entertainment  | Unknown Worlds Entertainment                            | Tính đến tháng 1 năm 2020, giảm giá các bản sao miễn phí từ các khuyến mại |
| The Binding of Isaac               | 5                     | 2011      | Edmund McMillen/Nicalis       | Edmund McMillen/Nicalis                                 | Bao gồm cả phiên bản dựa trên Flash (đã bán được 3 triệu bản tính đến tháng 7 năm 2014) và The Binding of Isaac: Rebirth. |
| Slime Rancher                      | 5                     | 2017      | Monomi Park                   | Monomi Park                                             | Tính đến tháng 1 năm 2022 |
| Beat Saber                         | 4                     | 2019      | Beat Games                    | Beat Games                                              | Tính đến tháng 2 năm 2021 |
| Risk of Rain 2                     | 4                     | 2020      | Hopoo Games                   | Gearbox Publishing                                      | Tính đến tháng 3 năm 2021, chỉ bao gồm doanh số cho phiên bản Steam. |
| Dead Cells                         | 3.5                   | 2018      | Motion Twin                   | Motion Twin                                             | Tính đến tháng 11 năm 2020 |
| Among Us                           | 3.2                   | 2018      | Innersloth                    | Innersloth                                              | Tính đến tháng 12 năm 2020, chỉ bao gồm doanh số cho phiên bản Nintendo Switch. Trò chơi bán trên các nền tảng khác nhưng cũng có sẵn dưới dạng ứng dụng miễn phí cho nền tảng di động.                                                  |
| Factorio                           | 3.1                   | 2020      | Wube Software                 | Wube Software                                           | Tính đến tháng 2 năm 2022, bao gồm bán hàng trong thời gian truy cập sớm kể từ tháng 2 năm 2016. |
| Bastion                            | 3                     | 2011      | Supergiant Games              | Warner Bros. Interactive Entertainment/Supergiant Games | Tính đến tháng 1 năm 2015 |
| Deep Rock Galactic                 | 3                     | 2020      | Ghost Ship Games              | Coffee Stain Publishing                                 | Tính đến tháng 11 năm 2021 |
| Enter the Gungeon                  | 3                     | 2016      | Dodge Roll                    | Devolver Digital                                        | Tính đến tháng 1 năm 2020 |
| Limbo                              | 3                     | 2010      | Playdead                      | Playdead                                                | Tính đến tháng 6 năm 2013 |
| Risk of Rain                       | 3                     | 2013      | Hopoo Games                   | Chucklefish                                             | Tính đến tháng 4 năm 2019 |
| Hollow Knight                      | 2.8                   | 2017      | Team Cherry                   | Team Cherry                                             | Tính đến tháng 2 năm 2019 |
| Shovel Knight                      | 2.6                   | 2014      | Yacht Club Games              | Yacht Club Games                                        | Tính đến tháng 9 năm 2019 |
| Goat Simulator                     | 2.5                   | 2014      | Coffee Stain Studios          | Coffee Stain Studios                                    | Tính đến tháng 1 năm 2015 |
| Darkest Dungeon                    | 2                     | 2016      | Red Hook Studios              | Red Hook Studios                                        | Tính đến tháng 4 năm 2020 |
| Super Meat Boy                     | 2                     | 2010      | Team Meat                     | Team Meat                                               | Tính đến tháng 4 năm 2014 |
| Papers, Please                     | 1.8                   | 2013      | 3909 LLC                      | 3909 LLC                                                | Tính đến tháng 8 năm 2016 |
| Dyson Sphere Program               | 1.7                   | 2021      | Youthcat Studio               | Gamera Game                                             | Tính đến tháng 9 năm 2021, vẫn trong quyền truy cập sớm |
| Slay the Spire                     | 1.5                   | 2017      | MegaCrit                      | Humble Bundle                                           | Tính đến tháng 3 năm 2019 |
| Superbrothers: Sword & Sworcery EP | 1.5                   | 2011      | Superbrothers, Capybara Games | Capybara Games                                          | Tính đến tháng 7 năm 2013 |
| Amnesia: The Dark Descent          | 1.4                   | 2010      | Frictional Games              | Frictional Games                                        | Tính đến tháng 9 năm 2012 |
| Magicka                            | 1.3                   | 2011      | Arrowhead Game Studios        | Paradox Interactive                                     | Tính đến tháng 1 năm 2012 |
| Satisfactory                       | 1.3                   | 2019      | Coffee Stain Studios          | Coffee Stain Publishing                                 | Tính đến tháng 7 năm 2020, vẫn trong quyền truy cập sớm |
| Celeste                            | 1                     | 2018      | Extremely OK Games            | Extremely OK Games                                      | Tính đến tháng 3 năm 2020 |
| Core Keeper                        | 1                     | 2022      | Pugstorm                      | Fireshine Games                                         | Tính đến tháng 7 năm 2022 |
| Cult of the Lamb                   | 1                     | 2022      | Massive Monster               | Devolver Digital                                        | Tính đến tháng 8 năm 2022 |
| Dust: An Elysian Tail              | 1                     | 2012      | Humble Hearts                 | Microsoft Studios                                       | Tính đến tháng 3 năm 2014 |
| Fez                                | 1                     | 2012      | Polytron Corporation          | Trapdoor                                                | Tính đến tháng 1 năm 2014 |
| Firewatch                          | 1                     | 2016      | Campo Santo                   | Panic Inc.                                              | Tính đến tháng 1 năm 2017 |
| Gris                               | 1                     | 2018      | Nomada Studio                 | Devolver Digital                                        | Tính đến tháng 4 năm 2020 |
| Hades                              | 1                     | 2020      | Supergiant Games              | Supergiant Games                                        | Tính đến tháng 9 năm 2020.Bao gồm 700.000 lần bán hàng trong khoảng thời gian truy cập sớm |
| Inscryption                        | 1                     | 2021      | Daniel Mullins Games          | Devolver Digital                                        | Tính đến tháng 1 năm 2022 |
| Loop Hero                          | 1                     | 2021      | Four Quarters                 | Devolver Digital                                        | Tính đến tháng 12 năm 2021 |
| Rimworld                           | 1                     | 2018      | Ludeon Studios                | Ludeon Studios                                          | Tính đến tháng 8 năm 2020 |
| Spiritfarer                        | 1                     | 2020      | Thunder Lotus Games           | Thunder Lotus Games                                     | Tính đến tháng 12 năm 2021 |
| Skul: The Hero Slayer              | 1                     | 2021      | SouthPAW Games                | NEOWIZ                                                  | Tính đến tháng 1 năm 2022 |
| Thomas Was Alone                   | 1                     | 2012      | Mike Bithell                  | Mike Bithell                                            | Tính đến tháng 4 năm 2014 |
| Transistor                         | 1                     | 2014      | Supergiant Games              | Supergiant Games                                        | Tính đến tháng 12 năm 2015 |
| Undertale                          | 1                     | 2015      | Toby Fox                      | Toby Fox                                                | Tính đến tháng 10 năm 2018 |
| Untitled Goose Game                | 1                     | 2019      | House House                   | Panic Inc.                                              | Tính đến tháng 12 năm 2019 |